# Larrivière-Saint-Savin
 Larrivière-Saint-Savin  (en occitano: L'Arribèra-Sent Savin) es una población y comuna francesa, situada en la región de Aquitania, departamento de Landas, en el distrito de Mont-de-Marsan y cantón de Grenade-sur-l'Adour.

## Demografía
| 595 | 622 | 546 | 547 | 550 | 577 |
| Para los censos de 1962 a 1999 la población legal corresponde a la población sin duplicidades (Fuente: INSEE [Consultar]) |     |     |     |     |     |